# Invasão cubana do Panamá
A invasão cubana do Panamá foi uma operação militar na qual tropas guerrilheiras cubanas e panamenhas invadiram o Panamá em 19 de abril de 1959 com o objetivo de impulsionar uma revolução.  A invasão foi liderada pelo panamenho Enrique Morales e promovida por Roberto Arias, sobrinho de Arnulfo Arias, ex-presidente do Panamá. A invasão foi a primeira tentativa de exportar a Revolução Cubana para outros países através do uso da  guerra de guerrilha e marcou um ponto de virada para vários meios de comunicação e setores políticos dos Estados Unidos e da América Latina em relação às intenções de Fidel Castro e à Revolução Cubana. A invasão cubana do Panamá marcou a subsequente ascensão de grupos guerrilheiros e terroristas na América Latina no contexto da Guerra Fria.

## Antecedentes
Em 3 de abril de 1959, um grupo de jovens do Movimiento de Acción Revolucionaria (MAR) tomou à força as armas da loja do senhor Saturnino Arrocha e se adentraram nas montanhas lançando vivas à revolução. No dia seguinte, a Guarda Nacional lançou uma operação para rastrear os atacantes da loja. Em 6 de abril, a Guarda Nacional teve um confronto com o MAR, matando dois insurgentes e deixando dois guardas feridos, sendo um dos feridos Omar Torrijos. Em 9 de abril, ocorreu outro confronto que terminou com a fuga dos membros do MAR. Dias depois, alguns deles seriam capturados pela Guarda Nacional. Em 15 de abril, o governo panamenho denunciou à comunidade internacional os planos de Cuba para uma invasão do Panamá. Em Pinar del Río, Cuba, uma força de 200 homens foi treinada sob as ordens de Dermidio Escalona.

## Desenvolvimento
Em 19 de abril de 1959, a embarcação Mayaré partiu de Batabanó, Cuba, com 82 cubanos, dois panamenhos (incluindo Floyd Britton do MAR) e um estadunidense liderados pelo cubano César Vega; 37 metralhadoras; 32 carabinas e rifles; 10 granadas; 17 pistolas e revólveres e 6 equipamentos portáteis de radiocomunicação. Um médico, quatro enfermeiros e quatro peritos em bombas também estavam na embarcação. A Guarda Nacional, notificada da ação, tentou impedir o desembarque. Em 25 de abril, os expedicionários cubanos desembarcaram no Panamá. Durante o desembarque, Enrique Morales se afogou, carregando uma identificação do  Movimiento Revolucionario Juvenil 22 de Mayo, deixando os insurgentes sem um líder. Ao desembarcar no Panamá, os insurgentes se dividiram em vários grupos para tentar estabelecer as bases de um levante seguindo o exemplo de Fidel Castro e da Revolução Cubana. Um desses grupos chegou a Nombre de Dios.
Em 27 de abril de 1959, o Coronel Bolívar Vallarino deu uma entrevista coletiva denunciando a invasão e apresentando três prisioneiros capturados (dois cubanos e um panamenho). Em 28 de abril, uma comissão da OEA chegou ao Panamá. Os invasores em Nombre de Dios, cercados pela Guarda Nacional, exigiram ser levados a Cuba, ao que o governo panamenho respondeu negativamente aceitando apenas "a rendição incondicional dos invasores". No dia 1 de maio, quando se preparavam para atacar Nombre de Dios, chegou uma mensagem dos invasores dizendo que estavam se rendendo. O motivo da rendição foi que Fidel Castro lhes pediu para fazê-lo.

## Consequências
Quando a invasão fracassou, Che Guevara declarou que Cuba exportava ideias revolucionárias, mas não a revolução em si. Raúl Castro reuniu-se com Fidel Castro para notificá-lo dos resultados da operação. Fidel Castro, que havia viajado para os Estados Unidos, descreveu a invasão como "vergonhosa, inoportuna e injustificada". O governo cubano ofereceu garantias ao Panamá de que situação similar não se repetiria. A invasão foi o primeiro passo que levou ao esfriamento das relações entre Cuba e os Estados Unidos e a consequente ascensão de grupos guerrilheiros na América Latina.